# Padahurip (Banjarwangi)
Padahurip is een bestuurslaag in het regentschap Garut van de provincie West-Java, Indonesië. Padahurip telt 6318 inwoners (volkstelling 2010).